# Tessancourt-sur-Aubette
Tessancourt-sur-Aubette ist eine französische Gemeinde mit 971 Einwohnern (Stand 1. Januar 2022) im Département Yvelines in der Region Île-de-France. Sie gehört zum Arrondissement Mantes-la-Jolie und zum Kanton Les Mureaux. Die Einwohner werden Taxicurtiens genannt.

## Geographie
Tessancourt-sur-Aubette befindet sich etwa 17 Kilometer östlich von Mantes-la-Jolie und umfasst eine Fläche von 436 Hektar. Durch den Ort fließt der Fluss Aubette. Nachbargemeinden sind:
- Condécourt im Norden und Osten,
- Évecquemont im Südosten,
- Meulan-en-Yvelines im Süden und
- Gaillon-sur-Montcient im Westen.

## Bevölkerungsentwicklung
| Jahr      | 1962 | 1968 | 1975 | 1982 | 1990 | 1999 | 2006 | 2016 | 2021 |
| Einwohner | 356  | 476  | 601  | 607  | 812  | 920  | 953  | 1017 | 998  |

## Toponymie
Der Name Tessancourt geht auf den germanischen Namen Tactisa zurück.

## Sehenswürdigkeiten
Siehe auch: Liste der Monuments historiques in Tessancourt-sur-Aubette
- Kirche Saint-Nicolas aus dem 11./12. Jahrhundert